# المعمره
ال معموراه یک منطقهٔ مسکونی در امارات متحده عربی است که در رأس‌الخیمه واقع شده‌است.

## خصوصیات
ال معموراه ۱۲ متر بالاتر از سطح دریا واقع شده‌است.